# María Valle
María Valle López (* 14. November 2004 in Los Palacios y Villafranca) ist eine spanische Fußballspielerin. Zumeist läuft sie als Innenverteidigerin auf.

## Karriere

### Verein
María Valle begann 2016 in ihrer Geburtsstadt Los Palacios y Villafranca beim örtlichen Klub CD Moñigas City mit dem Fußballsport. In der Saison 2018/19 spielte sie in der Jugend des FC Sevilla, ehe sie im Sommer 2019 zum Lokalrivalen Betis Sevilla wechselte, wo sie zunächst im Kader der B-Mannschaft stand. Ihr Debüt im Profifußball feierte die damals erst 15-jährige María Valle am 10. Oktober 2020 in einem Meisterschaftsspiel gegen Santa Teresa CD. Trotz ihres jungen Alters konnte sich die Innenverteidigerin in die Stammmannschaft spielen und brachte es in der Saison 2020/21 auf 22 Einsätze im ersten Kader. Mit ihrer Mannschaft belegte sie den zwölften Platz in der Abschlusstabelle. In der darauffolgenden Spielzeit kam María Valle auf 21 Meisterschaftsspiele sowie einen Einsatz im Pokal und erzielte am 13. November 2021 gegen Real Madrid ihr erstes Meisterschaftstor. Betis Sevilla beendete die Saison auf dem neunten Rang. Im Oktober 2022 zog sie sich eine rezidivierende Patellaluxation zu, die operativ behandelt werden musste. María Valle fiel ein Jahr lang verletzt aus und konnte erst am 8. November 2023 in der dritten Runde des nationalen Pokals gegen CA Osasuna wieder ein Spiel bestreiten. Im Januar 2024 wechselte sie in die spanische Landeshauptstadt zu Real Madrid, wo sie zunächst dem Kader der B-Mannschaft angehörte. Ihr Debüt in der ersten Mannschaft feierte sie am 14. Juni 2024 in einem Ligaspiel gegen Sporting Huelva. Im darauffolgenden Sommer wechselte María Valle auf Leihbasis für eine Saison zu Real Sociedad.

### Nationalmannschaft
María Valle nahm mit der U16 Spaniens im Februar 2019 am UEFA Development Tournament teil und kam zu Einsätzen gegen Italien und Frankreich. Am 22. Oktober 2021 debütierte sie im Zuge der Qualifikation zur Europameisterschaft in der U19 Nationalmannschaft und wenig später, am 28. November, bestritt sie mit der U20 Auswahl Spaniens gegen Deutschland ein Freundschaftsspiel. Im Sommer 2022 stand sie im Aufgebot Spaniens für die Endrunde der U-19-EM, mit ihrer Mannschaft konnte sie durch ein 2:1 im Endspiel gegen Norwegen den Titel gewinnen. Sie selbst kam im Laufe des Turniers auf drei Einsätze.

## Erfolge
- U-19-Europameisterschaft: 2022